# Paul Steiner
Paul Steiner (Waldbrunn, 23 gennaio 1957) è un ex calciatore tedesco.

## Carriera

### Club
Steiner iniziò a giocare come difensore nella sua città natale, Waldbrunn, con il Strümpfelbrunn. Dopo aver militato nel Waldhof Mannheim in 2. Bundesliga Sud, nel 1979 si trasferì al Duisburg, in Bundesliga. Nel 1981 passò al Colonia, con cui vinse la Coppa di Germania nel 1983 e arrivò in finale di Coppa UEFA nel 1986. Chiuse la carriera nel 1991 per poi diventare scout per il Bayer Leverkusen. Steiner in Bundesliga ha disputato 349 partite e realizzato 27 gol.

### Nazionale
Steiner con la Nazionale tedesca vinse i Mondiali 1990, durante i quali, come riserva dei difensori titolari Reuter e Kohler, non scese mai in campo.
Steiner disputò una sola partita con la Germania Ovest, contro la Danimarca a Gelsenkirchen il 30 maggio 1990, ultima amichevole prima dei Mondiali. A 33 anni fu uno dei debuttanti in Nazionale più anziano.

## Palmarès

### Club

#### Competizioni nazionali
- Coppa di Germania: 1

Colonia: 1982-1983

### Nazionale
- Campionato mondiale: 1

Italia 1990